# Feodora de Leiningen
Feodora de Leiningen (Anna Feodora Augusta Carlota Guillema) (Amorbach, 7 de desembre de 1807 - Baden-Baden, 23 de setembre de 1872) fou l'única filla del príncep Emili Carles de Leiningen (1763-1814) i de la princesa Victòria de Saxònia-Coburg Saalfeld (1786-1861).

## Biografia
Després de la mort del seu pare, el 29 de maig de 1818 la seva mare es va tornar a casar amb el príncep Eduard August, duc de Kent i de Strathearn, el quart fill de Jordi III del Regne Unit. L'any següent, amb la resta de la família, es va traslladar a la Gran Bretanya, ja que l'embaràs de la duquessa estava arribant a la seva fi, i es volia que el possible hereu de la corona britànica nasqués a Anglaterra. D'aquesta manera, Feodora va ser la germanastra de la Reina Victòria I del Regne Unit. La princesa Feodora era coneguda pel seu pensament independent, i per la seva caritat d'inspiració religiosa. Va crear diverses institucions per a protegir i ajudar nens abandonats, pobres o malalts.

## Matrimoni i fills
El 18 de febrer de 1828 es va casar amb el príncep Ernest I de Hohenlohe (1794-1860), fill del príncep Carles Lluís (1762-1825) i de la comtessa Amàlia Enriqueta de Solms-Baruth (1768-1847). El príncep, en realitat, no tenia un poder real, ja que el Principat havia estat incorporat a Württemberg el 1806. El matrimoni va tenir sis fills:
- Carles Lluís II de Hohenlohe (1829-1907), que el 1861 es va casar amb Maria Grathwohl (1837-1901)
- Elisa Adelaida Victòria (1830-1851)
- Hermann de Hohenlohe (1832-1913), que el 1862 es va casar amb la princesa Leopoldina de Baden (1837-1903)
- Víctor Francesc (1833-1891), que el 1861 es va casar amb Laura Guillermina Seymour
- Adelaida de Hohenlohe (1835-1900), que el 1856 es va casar amb el duc Frederic de Schleswig-Holstein-Sondenburg-Augustenburg
- Feodora Victòria Adelaida (1839-1872), que el 1858 es va casar amb el duc Jordi II de Saxònia-Meiningen (1826-1914)